# Stade du Schlossberg
Das Stade du Schlossberg ist ein Fußballstadion mit Leichtathletikanlage, das hauptsächlich für Fußball genutzt wird. Es liegt in der französischen Stadt Forbach, Département Moselle in der Region Lothringen.

## Geschichte
Das Stade du Schossberg wurde am 30. September 1923 mit einem Freundschaftsspiel zwischen der US Forbach und dem Club Français Paris (2:2) vor über 3.000 begeisterten Zuschauern eingeweiht.
Die Baukosten für das Stadion beliefen sich auf 376.000 FF und wurden im Jahr 1939, kurz vor dem Zweiten Weltkrieg, zurückgezahlt. Während dieser Zeit hat das Stadion stark unter dem Krieg gelitten, sodass es saniert werden musste. Am 17. Mai 1953, schlug eine Auswahl von Lothringen, die saarländische Fußballnationalmannschaft im Stade du Schlossberg mit 4:1.
Am Ostermontag 1957 schlug der lokale Club vor 7.114 Zuschauern Stade de Reims und schaffte den Sprung in den Profifußball. In der ersten Saison, besuchten 9.753 Zuschauer das Spiel zwischen den beiden Spitzenteams (Forbach und Bordeaux, 0:0), wobei US Forbach schließlich den Aufstieg in die Division 1 um einen Punkt verpasste.
Die Anlage wird nicht nur für Fußball genutzt. Es verfügt über eine Leichtathletikanlage und ist jährlich Austragungsort des Meeting international d'athlétisme de Forbach.